# Morganfield
Morganfield és una població dels Estats Units a l'estat de Kentucky. Segons el cens del 2000 tenia 3.494 habitants.

## Demografia
Segons el cens del 2000, Morganfield tenia 3.494 habitants, 1.434 habitatges, i 926 famílies. La densitat de població era de 645,5 habitants/km².
Dels 1.434 habitatges en un 28% hi vivien nens de menys de 18 anys, en un 47,6% hi vivien parelles casades, en un 14,1% dones solteres, i en un 35,4% no eren unitats familiars. En el 32,4% dels habitatges hi vivien persones soles el 15,1% de les quals corresponia a persones de 65 anys o més que vivien soles. El nombre mitjà de persones vivint en cada habitatge era de 2,37 i el nombre mitjà de persones que vivien en cada família era de 3,01.
Per edats la població es repartia de la següent manera: un 24,5% tenia menys de 18 anys, un 9,3% entre 18 i 24, un 24,8% entre 25 i 44, un 24,7% de 45 a 60 i un 16,7% 65 anys o més.
L'edat mediana era de 39 anys. Per cada 100 dones de 18 o més anys hi havia 81,7 homes.
La renda mediana per habitatge era de 38.676$ i la renda mediana per família de 52.864$. Els homes tenien una renda mediana de 32.831$ mentre que les dones 22.736$. La renda per capita de la població era de 19.251$. Entorn del 9,9% de les famílies i el 12,3% de la població estaven per davall del llindar de pobresa.

## Poblacions més properes
El següent diagrama mostra les poblacions més properes.